# Caoursin-Meister

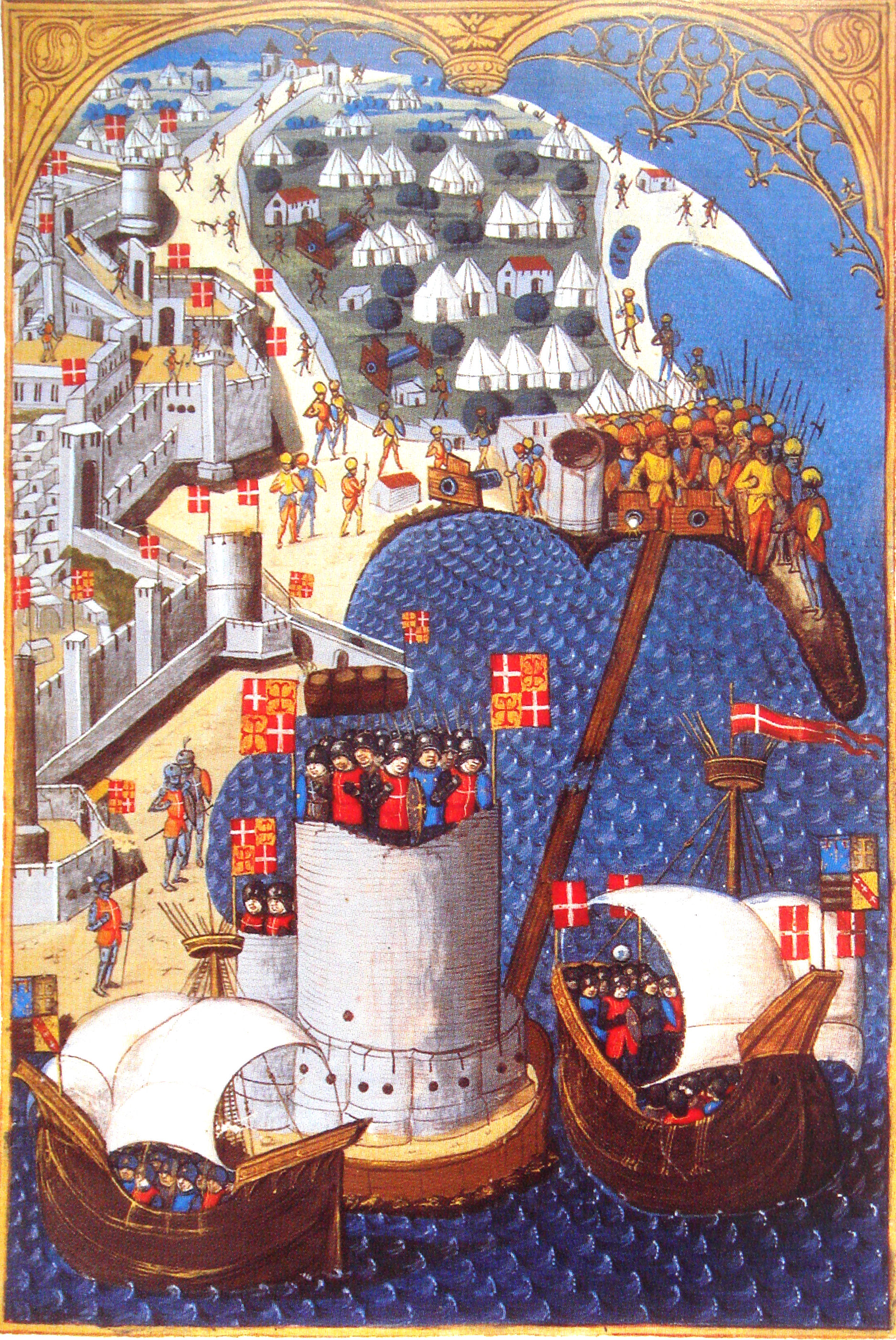
Die Belagerung von Rhodos, aus der Beschreibung der Belagerung von Rhodos des Guillaume Caoursin, gedruckt 1496

Als Caoursin-Meister oder Meister des Caoursin wird der Künstler und Kunsthandwerker bezeichnet, der 1496 Holzschnitte für Texte von Guillaume Caoursin, Vizekanzler des Johanniterordens, geschaffen hat. Manche erhaltenen Ausgaben des gedruckten Werkes von Caoursin sind teilweise prachtvoll koloriert und die wohl ebenfalls vom Caoursin-Meister geschaffenen Initialen mit Blattgold verziert. Die zahlreichen Illustrationen des Caoursin-Meisters sind in Westeuropa die erste akkurate Darstellung von Kleidung und Bewaffnung osmanischer Streitkräfte.

## Illustrationen des Werkes von Caoursin
Rhodium Historiae (Geschichte von Rhodos) und Descriptio Obsidionis Rhodie Urbis (Beschreibung der Belagerung von Rhodos) mit anderen Texten von Guillaume Caoursin wurden 1496 mit Illustrationen als ein Buch von Johann Reger in Ulm gedruckt. Die Holzschnitte des namentlich unbekannten Caoursin-Meisters darin zeigen Szenen der erfolgreichen Verteidigung von Rhodos aus der antiken und mittelalterlichen Geschichte. Es wird die Belagerung von Rhodos von 305 v. Chr. durch Demetrios I. Poliorketes dargestellt sowie Belagerung und Verteidigung von Rhodos 1480 durch die Ordensritter der Hospitaliter gegen das Osmanische Reich unter Mehmed II., deren Augenzeuge Caoursin war.

## Buchdruck als Werbemedium des Mittelalters
Die Hospitaliter konnten das Werk des Guilelmus Caoursin und das neue Druckmedium zur Verbreitung von Informationen in Text und Bild zum Widerstand gegen eine türkische Invasion und zum Aufruf zu dessen moralischer und finanzieller Unterstützung nutzen. Das von Johann Reger gedruckte Buch ist eines der Meisterwerke dieses Verlegers und Buchdruckers und ein bedeutendes Beispiel früher Buchdruckkunst. Auch waren die gedruckten Werke des Caoursin mit den Illustrationen des Caoursin-Meisters einer seiner großen Verkaufserfolge.